# Aït Ziad
 (juillet 2021).

Ait Ziad est une collectivité marocaine, géographiquement affiliée à la province d'Al Haouz et administrativement à la commune de Tidili Mesfioua, dans le Cercle d'Aït Ourir. Sa population est estimée à 15 189, selon le recensement officiel de la population et des logements pour l'année 2004.